# 之前的我們
《之前的我們》（英語：Past Lives）是一部2023年美國浪漫劇情片，由席琳·宋編劇兼執導，葛莉塔·李、劉台午和約翰·馬加羅主演。本片為宋的長片導演處女作，講述了兩個兒時好友重聚的故事，他們思考著彼此的關係以及自己的日常生活。
《之前的我們》2023年1月21日在日舞影展全球首映，A24定檔2023年6月2日在美國院線有限上映。影評界對宋的編導能力以及三位主演的演出給予一致好評。

## 故事概要
電影以海聖、諾拉和亞瑟待在在酒吧裡作為開端，倒述著三者之間的故事：24年前，本名「娜英」的諾拉與海聖不僅是關係相當要好的青梅竹馬，還是同校的同學，兩者每天一起走路回家，過著快樂的時光。直至後來娜英隨同家人從韓國移民至加拿大多倫多，將名字改為「諾拉」，兩者至此中斷了聯絡，過著截然不同的生活。
12年後，海聖已經服完兵役，諾拉則移民到美國紐約市。有一天，諾拉和她的母親邊打電話聯絡的時候，邊尋找來自韓國的同學。當她查找海聖的訊息時，她發現海聖在Facebook發表的文章表示他正在尋找娜英，但沒有意識到她已經改了名字。以此為機緣，諾拉和海聖透過Skype重新聯繫和交談各自的際遇，還同時邀請對方來拜訪他們，但因為諾拉即將參加作家靜修會、海聖則準備去中國留學，導致雙方未能約成。諾拉告訴海聖他們應該停止聯繫一段時間，因為她想認真專注於她的寫作。
諾拉在她的作家靜修處認識了亞瑟，向他描述了韓國人對於“因緣”（前世今生緣份）的概念，即如果當事者遇見了某人，即使只是短暫的時光，也意味著雙方在前世也見過彼此，而戀人是指在前世中見過面的人。以及他們的前世。亞瑟問她是否相信這一點，但是諾拉對此表示自己不相信這個觀點，她認為這只是韓國人為了引誘指定對象才會說的話。另一方面，海聖在中國上海認識一名同為韓國出身的女子，這意味著他們開始約會，發展成浪漫關係。
12年後，亞瑟和諾拉結婚並住在紐約，此時的諾拉是一位劇作家，亞瑟則是一位作家。海聖計劃去紐約旅行，結果在那裡遇見了諾拉。諾拉詢問海聖是否打算和他的女朋友結婚，海聖稱道，他沒有賺足夠的錢，已和韓國女友分手，而且他認為自己很普通。諾拉與海聖的重逢，引起亞瑟的懷疑，當晚諾拉更親自證實了亞瑟懷疑的問題：海聖這次造訪紐約並非為了度假，而是想探視諾拉，亞瑟開始想理解自己是否成為妨礙了諾拉與海聖的第三者，諾拉則回應自己愛的是亞瑟。
第二天晚上，海聖、諾拉和亞瑟出去聚餐，最終抵達了電影開頭的酒吧。起先諾拉試圖擔任海聖與亞瑟之間的翻譯，協助三者對話進行，但後來諾拉和海聖只用韓語交談。海聖在對話中，提起諾拉先前向亞瑟解釋過的“因緣”的概念，不但在對話裡稱道想理解他們的前世會是什麼模樣，還論及倘若諾拉當年沒有離開韓國的話，又會發生哪些事情。當諾拉去洗手間的時候，海聖為自己與諾拉單獨談話一事向亞瑟致歉，表示他們不會再單獨談話了。
離開酒吧的三者回到亞瑟和諾拉居住的公寓，海聖邀請他們日後有空時可以前往韓國拜訪他，還叫了Uber計程車準備離開。諾拉和海聖一起候車，隨著緊張氣氛的加劇，兩人之間的情感聯繫也更加緊密，最終，Uber計程車抵達兩者的面前。海聖說道，也許他們現在的人生，正在經歷著前世，向諾拉探問道，若是將這一世視為前世，來世的他們將會是什麼樣的關係。面對海聖的提問，諾拉說她不知道，海聖也給出了相同的回應。故事的最後，海聖向諾拉道別，搭乘Uber計程車離開了諾拉的身邊，諾拉走回她與亞瑟居住的公寓，倒在亞瑟的懷裡哭泣。

## 演員
- 葛莉塔·李飾演諾拉（Nora）
- 劉台午飾演海聖（Hae Sung）
- 約翰·馬加羅（英语：John Magaro）飾演亞瑟（Arthur）
- 崔元英飾演諾拉之父
- 尹智慧飾演諾拉之母
- 喬妮卡·T·吉布斯（英语：Jonica T. Gibbs）飾演珍妮絲（Janice）
- 愛米莉·凱斯·麥唐納（Emily Cass McDonnell）飾演瑞秋（Rachel）

## 製作
2020年1月，據報導，席琳·宋將帶來自己的長片導演處女作，名為《之前的我們》，崔宇植預定出演本片，劇本也由宋編寫；電影由A24發行，CJ ENM和殺手影業製作。2021年8月，葛莉塔·李、劉台午和約翰·馬加羅加入演出陣容，其中劉台午用於取代崔宇植。
《之前的我們》由攝影指導夏畢耶·基西納以35毫米膠片拍攝而成。

## 發行

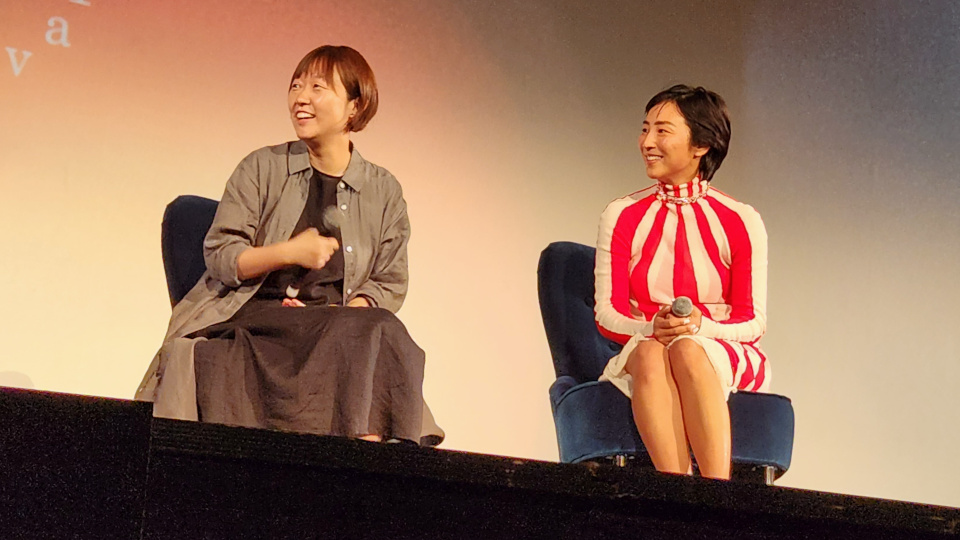
導演席琳·宋（左）和主演葛莉塔·李（右）出席電影放映會

《之前的我們》2023年1月21日登上日舞影展舉行全球首映。電影2023年2月19日在第73屆柏林影展上放映並被選定為正式競賽片。當月，頻道製片公司和CJ ENM獲得國際市場的發行權。電影也是西雅圖國際影展的開幕片。《之前的我們》2023年6月2日在美國院線有限上映，6月9日起擴大上映；6月23日全國上映。

## 反響

### 票房
《之前的我們》在美國首映週末，從四間影院中收穫了23萬美元的票房，平均每場票房為5.5萬美元。到第六週末，該片的票房已累積至840萬美元。

### 評價
《之前的我們》在評論匯總網站爛番茄上基於189條影評，好評度達98%，平均得分為9.1／10；該網站共識：「《之前的我們》利用其敏感塑造核心人物之間的聯繫來撐起對人間現況的尖銳觀察，可謂編導席琳·宋的非凡處女作。」電影在Metacritic網站上根據41條影評人的評論，加權平均分為94分（滿分100分），代表「普遍好評」，同時獲得「必看佳作（Must-see）」標籤。本片同時在Metacritic統整的「2023年最佳25部電影」排行榜排名第二，僅次於《診間的身景》。

## 獎項
其他獎項請見《之前的我們》獲獎與提名列表。
| 年份 | 頒獎典禮           | 獎項         | 入圍者         | 結果 |
| ---- | ------------------ | ------------ | -------------- | ---- |
| 2024 | 第96屆奧斯卡金像獎 | 最佳影片     | 《之前的我們》 | 提名 |
| 2024 | 第96屆奧斯卡金像獎 | 最佳原创剧本 | 《之前的我們》 | 提名 |
| 2024 | 第45屆青龍電影獎   | 最佳影片     | 《之前的我們》 | 提名 |
| 2024 | 第45屆青龍電影獎   | 最佳新人導演 | 席琳·宋        | 提名 |
| 2024 | 第45屆青龍電影獎   | 最佳劇本     | 席琳·宋        | 提名 |

## 延伸閱讀
- Alexi, Horowitz-Ghazi. . NPR. 2023-06-04  [2023-06-04]. （原始内容存档于2023-09-02）. (Radio review of the film)
- Dargis, Manohla. . The New York Times. 2023-06-01  [2023-07-18]. （原始内容存档于2023-06-16）.

## 外部連結
- 官方网站
- 互联网电影数据库（IMDb）上《之前的我們》的资料（英文）